# Grue kommun
Grue kommun (norska: Grue kommune) är en kommun i Innlandet fylke i sydöstra Norge. Kommunens centralort är tätorten Kirkenær.
Grue kommun är med i den nordiska samarbetsregionen ARKO.

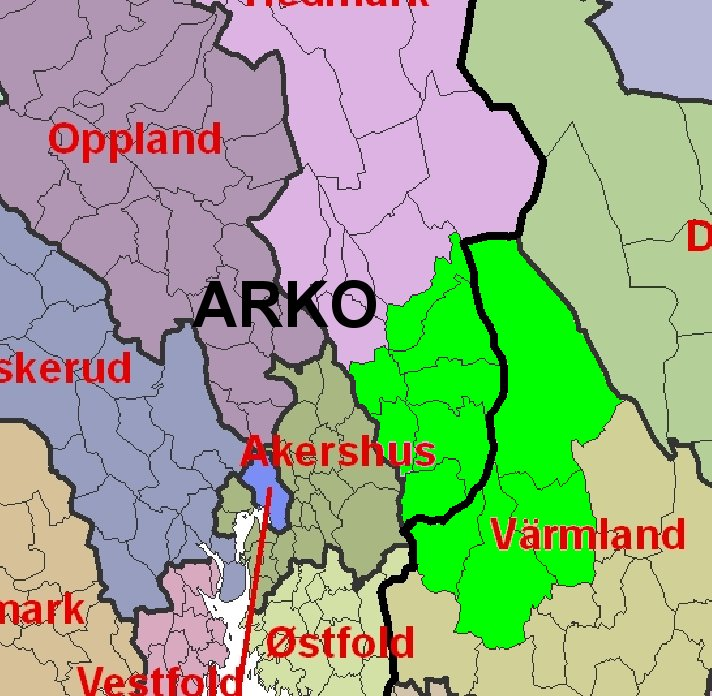
Kommuner som ingår i samarbetet ARKO.

Kommunen präglades länge av den finska migrationen som inleddes på 1640-talet från de svenska finnmarkerna och finnskogarna, och kan ses som den norska finnskogens kulturella centrum. Varje år avhåller man också Finnskogsdagarna, då man utropar sin egen republik likt den som görs i Sverige under Storsjöyran i Jämtland. Många av kommunens invånare är ättlingar till finnar från främst Rautalampi i Savolax.
I kommunen finns de båda kyrkorna Grue kyrka och Grue Finnskogs kyrka.

## Administrativ historik
Grue kommun bildades på 1830-talet samtidigt med flertalet andra norska kommuner. 1867 delades kommunen i Grue och Brandvals kommuner. 1941 överfördes ett område med 41 invånare till Brandvals kommun. 1969 överfördes ett område med 23 invånare från Åsnes kommun. 1974 överförs ett obebott område till Kongsvingers kommun.

## Tätorter
I Grue kommun finns en tätort:
- Kirkenær (centralort)

Orterna Bergesida, Grinder och Namnå har tidigare räknats som tätorter men uppfyller inte längre kriterierna.

## Socknar
Inom Norska kyrkan är Grue kommun indelad i två socknar:
- Grue socken
- Grue Finnskogs socken

Socknarna ingår i Solør, Vinger og Odals prosteri i Hamars stift.